# Caza de brujas de Šumperk y Velké Losiny
Šumperk es una ciudad que se halla en el norte de Moravia (Imperio austríaco, ahora República Checa) cerca de las montañas Jeseníky. Velké Losiny es un pueblo balneario que está a unos 9 kilómetros de Šumperk. En el siglo XVII, en Šumperk vivía mucha gente con orígenes germánicos, y Velké Losiny pertenecían al señorío de la casa de Žerotín. La caza de brujas tuvo lugar entre los años 1678 y 1696 y durante ellas murieron alrededor de 81 personas. En esta área del país había muchos protestantes y esta es la principal razón de la caza de brujas. Las víctimas tenían que pagar todos los costes del tribunal y, por eso, muchas veces los miembros de tribunal compran sus bienes muy baratos. Václav Kaplický escribió un libro “El martillo de las brujas”, que trata de estos eventos, y el director Otakar Vávra rodó una película con el mismo título. Esta época pertenece a una de las más tristes en la historia de Moravia.

## Caza de brujas en el señorío de Velké Losiny

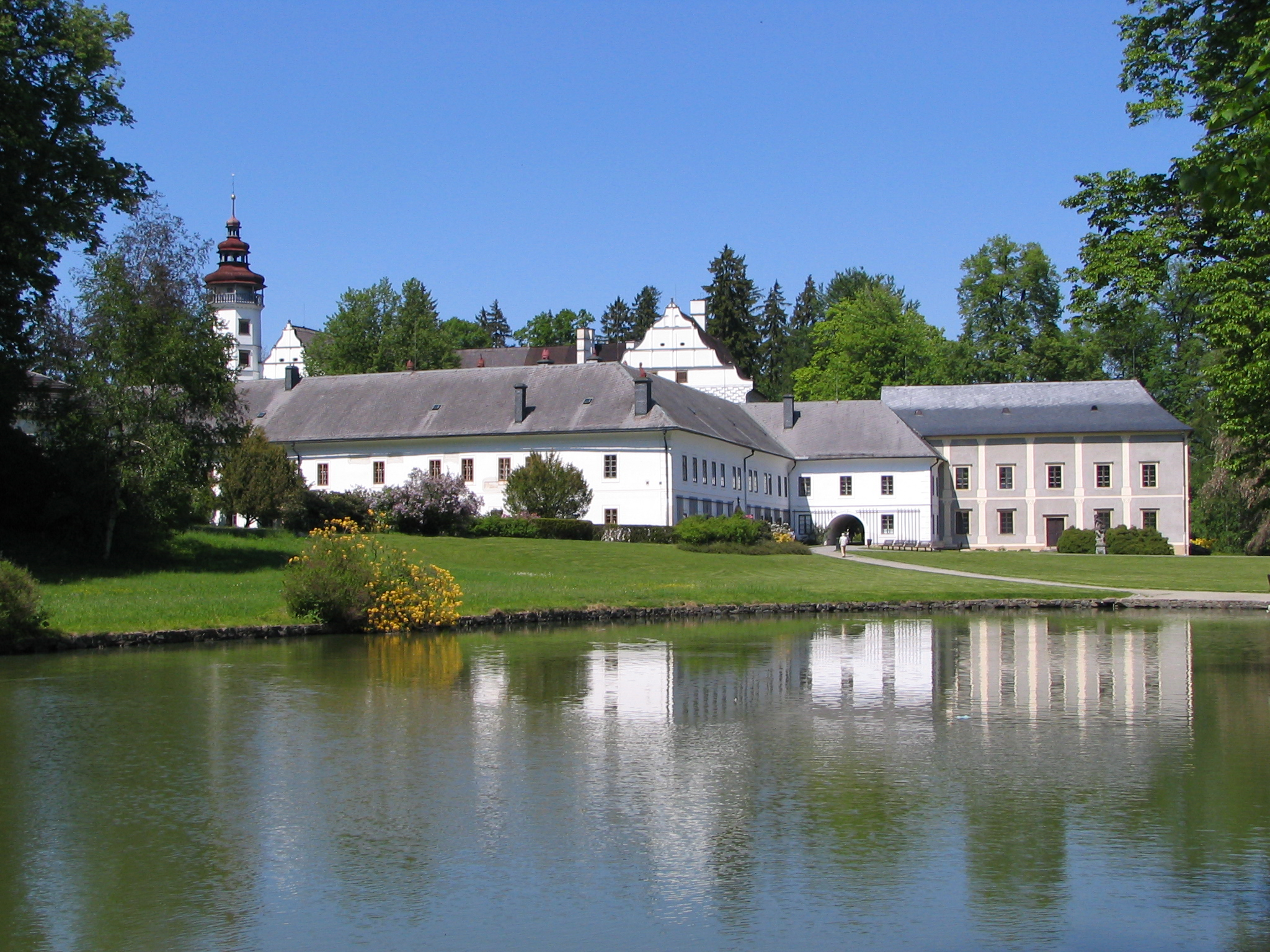
Castillo de Velké Losiny – vista desde el parque del castillo.

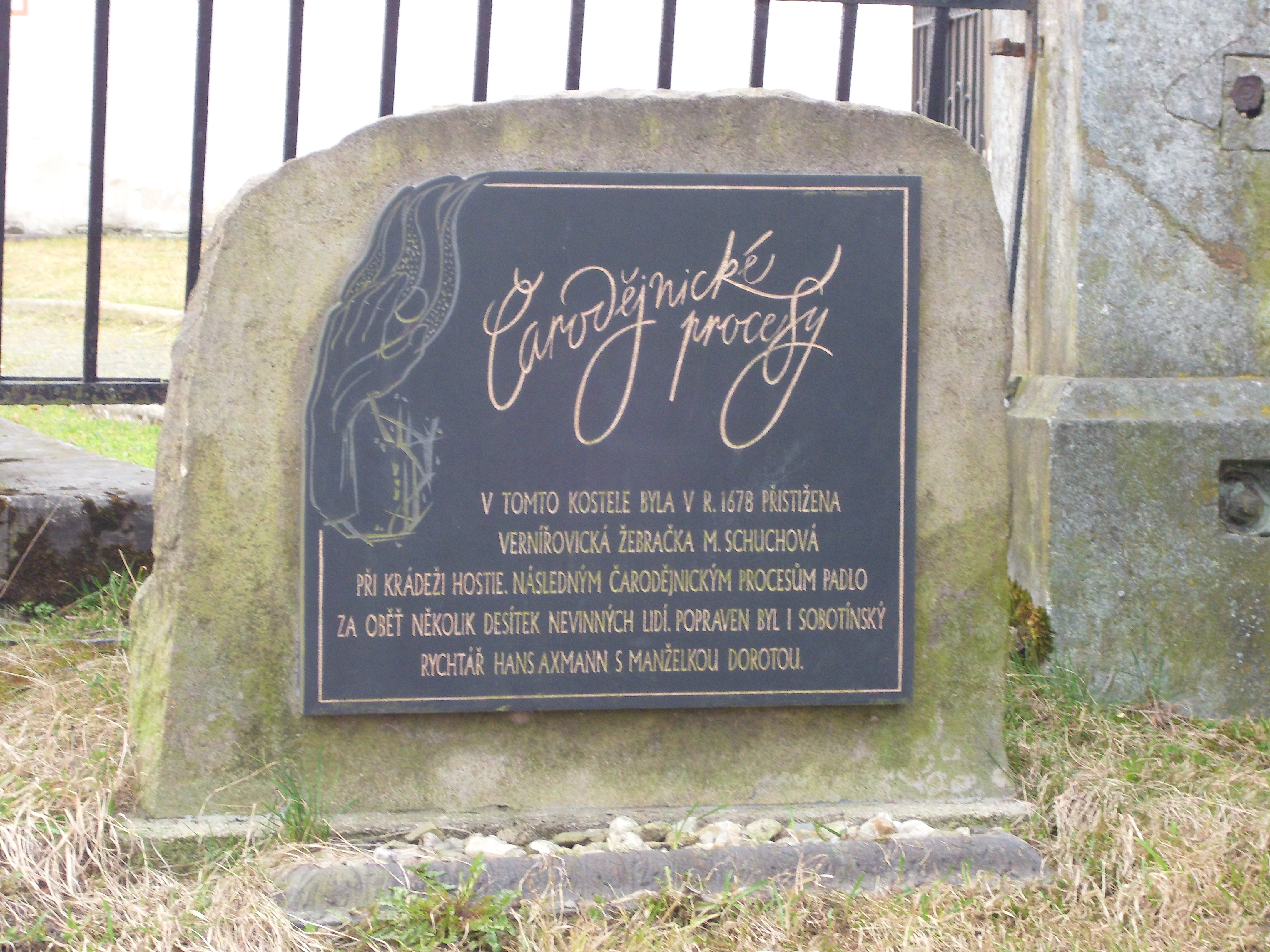
Placa conmemorativa enfrente de la iglesia de San Lorenzo de Sobotín en recuerdo de las víctimas de la caza de brujas.

En el año 1678 en Sobotín (otro pueblo del señorío) la mendiga Marina Schunová robó una hostia durante la misa para dársela a una mujer con una vaca que no ordeñó porque la hierbera Dorota Davidová le dijo que una hostia tenía efectos milagrosos y podía curarla. Aunque el robo de hostias era bastante habitual, el cura de la iglesia lo denunció a la condesa Angelia de Galle (la dueña del señorío) quien quería investigarlo y por eso llamó al inquisidor Jindřich Boblig de Edelstadt.
Boblig era un fanático que ciegamente creía en la existencia de brujas y no tenía compasión con los acusados. El tribunal inquisitorial fue establecido y la mendiga fue torturada para que confesara ser una bruja. Boblig podía utilizar tres grados de tortura (aplastapulgares, bota malaya y porto). Las víctimas confesaron después de la tortura que organizaban aquelarres, volaban en escoba a Las Rocas de Pedro (un lugar en las montañas Jeseníky), insultaban el cristianismo (pisaban las hostias), fornicaban con demonios y otros. La mendiga y otros fueron quemados, la hierbera acusó a los miembros del tribunal y después fue encontrada en su calabozo muerta porque, como decían los miembros, “el diablo la castigó”. Boblig torturó a muchas personas y mandó quemar 56 víctimas. Los acusados sufrían mucho, el dolor era inimagible y por eso culparon a muchos ciudadanos de Šumperk en sus testimonios.

## Caza de brujas en Šumperk
Šumperk era una ciudad protestante y después de la Batalla de la Montaña Blanca perdió su libertad y fue parte del señorío de la casa de Lichtenstein. Aunque después de la batalla tuvo lugar una recatolización, la mayoría de la gente siguió siendo luterana.
La primera mujer acusada según los testimonios de los condenados de Velké Losiny fue Marie Sattlerová. Durante la tortura acusó a muchas otras personas, incluso su marido, su hija, Marie Peschková y el cura Kryštof Alois Lautner. Sattler y su hija confesaron pero Boblig tuvo grandes problemas con Marie Peschková porque no quería confesar. Al final, todos los acusados fueron quemados.
El cura Kryštof Alois Lautner es la víctima más famosa de la caza. Fue un hombre inteligente y razonable y desde los principios fue contra la caza y por eso Boblig quería eliminarlo. El nombre del cura apareció en la mayoría de los testimonios y por eso fue arrestado. Pasó mucho tiempo en el prisión y después de mucha tortura confesó y fue quemado en la ciudad de Mohelnice.
Otra personalidad interesante es Jindřich Peschke, marido de la condenada Marie Peschková. Peschke fue un ciudadano rico que producía telas. Para el tribunal Peschke fue un adversario muy fuerte. Fue torturado de todos los modos posibles pero nunca confesó. Boblig no podía hacer nada, mencionó a Peschke como “Malus homo” y “Magnus magus”. Después de 12 años Peschke murió en la prisión y fue la última víctima de la caza de brujas en Šumperk. La familia de Peschke se endeudó por los gastos derivados del juicio y el miembro del tribunal František Ferdinand Gaup compró su casa a un precio muy bajo. Actualmente, en su casa, hay una exposición sobre la caza de brujas. Boblig mandó quemar a veinticinco ciudadanos de Šumperk.